# Оберлин, Рассел
Рассел Оберлин (англ. Russell Oberlin; 11 октября 1928, Акрон, штат Огайо — 26 ноября 2016, Нью-Йорк, штат Нью-Йорк) — американский оперный певец, один из первых контратеноров.

## Биография
В 1951 году окончил Джульярдскую музыкальную школу в Нью-Йорке. После завершения образования начал профессиональную певческую карьеру как контратенор.
В 1952 году Оберлин стал одним из основателей нью-йоркского ансамбля Pro Musica Antiqua, с которым впоследствии выступал в качестве солиста. Был первым общепризнанным контратенором в Соединённых Штатах. Он занимался у Леонарда Бернстайна, в 1955 году записал «Мессию» Генделя. Кроме того, в 1961 году исполнил партию Оберона в премьерном спектакле «Сон в летнюю ночь» Бриттена в Ковент Гарден. Бернстайн написал для него и в его честь свои «Чичестерские Псалмы» (1965).
Широко записывался, давал сольные концерты и появлялся в качестве солиста с ведущими оркестрами в США и по всему миру. Многие отмечали необычную для его голоса легкость. Сам исполнитель характеризовал себя как «естественно высокого тенора» (naturally high tenor voice), чей голос позволяет петь репертуары контратеноров без использования фальцета.
В возрасте 36 лет Оберлин завершил творческую деятельность, чтобы стать профессором музыки в Хантерском колледже, где он служил с 1966 по 1994 год. В качестве учёного-исследователя выступал с лекциями в США и Великобритании. После переиздания его записей старинной музыки на компакт-дисках Оберлин неоднократно появлялся на радио и давал интервью о своей жизни и работе в музыке.
Рассела Оберлина можно увидеть в фильме 1962 года исполняющим Кантату № 54 Баха вместе с Гленном Гульдом (за клавесином). Он также появлялся на классических Arts Showcase в 1962 году, где были представлены арии из оперы Генделя «Роделинда» и «Сна в летнюю ночь» Бриттена.